# Brzeźno Łyńskie
Brzeźno Łyńskie (Duits: Persing) is een dorp in de Poolse woiwodschap Ermland-Mazurië. De plaats maakt deel uit van de gemeente Nidzica. Het dorp ligt aan de rivier Lyna. Het telde 20 inwoners in 2011.

## Geografie
Dit dorp ligt in het westen van het Mazurisch Merenplateau, een morenegebied dat deel uitmaakt van de Baltische Landrug. Karakteristiek voor dit gebied zijn de talrijke meren, rivieren en zowel naald- als loofbomen.

## Geschiedenis
Het dorp werd in 1372 voor het eerst genoemd in een oorkonde.
Tot 1945 was het toenmalige Persing een nederzetting in het district Osterode (Olsztynek), in de regio Allenstein (Olsztyn) in de provincie Oost Pruisen. Na 1945 werd het hernoemde Brzeźno Łyńskie deel van de gemeente Nidzica (Neidenburg), in het gelijknamige district.

## Verkeer en vervoer
- Het dorp wordt ontsloten door kleine buurtweggetjes. De dichtstbijzijnde hoofdweg is de regionale weg 58, enkele kilometers noordelijker. Deze verbindt Olsztynek met Szczytno.

## Sport en recreatie
- Door deze plaats loopt de Europese wandelroute E11. De E11 loopt van Den Haag naar het oosten, op dit moment de grens Polen/Litouwen. Ter plaatse komt de route van het zuidwesten vanuit Orłowo en Likusy en vervolgt noordwaarts naar Kurki.